# Унижение и оскърбление (теленовела)
„Унижение и оскърбление“ (на испански: Humillados y ofendidos) е мексиканска теленовела от 1977 г., режисирана от Раул Араиса и продуцирана от Валентин Пимстейн за Телевиса. Адаптация е на едноименния известен роман Униженные и оскорблённые на руския писател Фьодор Достоевски.
В главните роли са Силвия Паскел и Хуан Пелаес.

## Сюжет
Преди да се премести в столицата, където да се опита да бъде писател, Хорхе признава за любовта си, която изпитва към Инес. В столицата Хорхе е изправен пред тежка битка, тъй като изчаква Инес, мислейки си, че тя вече не обича Алехандро Кореа, с когото са се запознали в дома на дон Николас де ла Пеня. Николас де ла Пеня е честен човек, негов администратор е Педро Кореа, бащата на Алехандро. Педро е пресметлив, злобен и завистлив мъж, който злоупотребява с доверието, което има към него дон Николас. Инес се влюбва в Алехандро, без да осъзнава, че той е незрял и егоистичен млад мъж, доминиран от баща си. Инес осъзнава, че е нещастна с Алехандро. Хорхе се връща в града, а Инес му признава, че е нещастна. Хорхе страда, но прави всичко възможно, за да помогне на любимата си.

## Актьори
- Хуан Пелаес – Хорхе
- Силвия Паскел – Инес
- Рафаел Банкелс – Дон Николас
- Питука де Форонда – Ана
- Грегорио Касал – Гонсало
- Гилермо Мурай – Педро Кореа
- Соня Фурио – Тереса
- Хули Фурлонг – Нели
- Мария Медина – Исабел
- Артуро Бенавидес – Паларес
- Хавиер Руан – Антонио
- Леонардо Даниел – Алехандро Кореа
- Педро Дамян

## Премиера
Премиерата на Унижение и оскърбление е през 1977 г. по Canal 2.